# 库卢特尔
库卢特尔（法語：Couloutre，法語發音：[kulutʁ]）是法国涅夫勒省的一个市镇，属于卢瓦尔河畔科讷库尔区。

## 地理
库卢特尔（47°24'31"N, 3°13'32"E）面积21.03 平方千米，位于法国勃艮第-弗朗什-孔泰大區涅夫勒省，该省份为法国中部省份，北至约讷省，西北接卢瓦雷省，西接谢尔省，南至阿列省，东南接索恩-卢瓦尔省，东临科多尔省。
与库卢特尔接壤的市镇（或旧市镇、城区）包括：锡耶、科尔梅里、默内斯特罗、默努、佩鲁瓦。

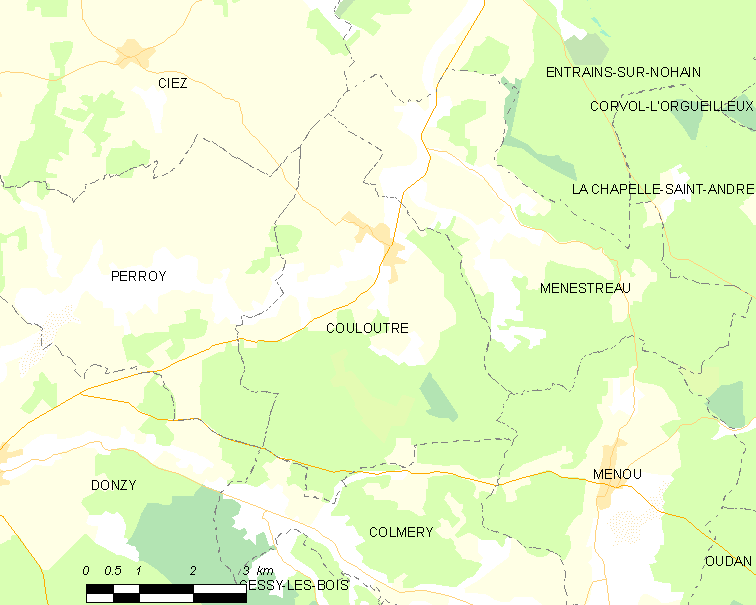
库卢特尔的OSM定位图

库卢特尔的时区为UTC+01:00、UTC+02:00（夏令时）。

## 行政
库卢特尔的邮政编码为58220，INSEE市镇编码为58089。

## 政治
库卢特尔所属的省级选区为卢瓦尔河畔普伊县。

## 人口

1962-2008年间库卢特尔人口变化图示

库卢特尔于2022年1月1日时的人口数量为220人。